# Balcanita
La balcanita és un mineral rar de coure, argent, mercuri i sofre. Químicament és un sulfur triple de coure (I), argent i mercuri (II), de fórmula Cu9Ag₅HgS₈, de color gris acer i una densitat de 6,318-6,421 g/cm³, que cristal·litza en el sistema ortoròmbic. La seva duresa a l'escala de Mohs és 3,5. El seu nom fa referència a la Serralada dels Balcans, ja que fou descrita per primera vegada per V.A. Atanassov i G.N. Kirov el 1973 a partir d'una mostra obtinguda a la mina Sedmochislenitsi, situada en aquesta serralada a Bulgària.

## Formació i jaciments
Es forma en jaciments de coure d'alt grau en dipòsits de plom, zinc i coure estratificats. Sol trobar-se associat a altres minerals com: bornita, calcosina, calcopirita, djurleïta, digenita, tennantita, stromeyerita, mckinstryita, wittichenita, bismut, rammelsbergita, plata mercúrica, cinabri, pirita, calcita, barita o aragonita.